# Александар Петакович
Александар Петакович (сербохорв. Aleksandar Petaković, серб. Александар Петаковић, 6 лютого 1930, Белград — 12 квітня 2011, Кралев) — югославський футболіст, що грав на позиції нападника, зокрема, за клуб «Лілль», а також національну збірну Югославії. По завершенні ігрової кар'єри — тренер.

## Клубна кар'єра
У футболі дебютував 1953 року виступами за команду «Раднички» (Белград), в якій провів чотири сезони, взявши участь у 79 матчах чемпіонату. 
Протягом 1957—1961 років захищав кольори команди «ОФК Белград».
Своєю грою за останню команду привернув увагу представників тренерського штабу клубу «Лілль», до складу якого приєднався 1961 року. Відіграв за команду з Лілля наступний сезон своєї ігрової кар'єри. Більшість часу, проведеного у складі «Лілля», був основним гравцем атакувальної ланки команди. У складі «Лілля» був одним з головних бомбардирів команди, маючи середню результативність на рівні 0,39 голу за гру першості.
Протягом 1962—1963 років захищав кольори команди «Стандард» (Льєж).
Завершив професійну ігрову кар'єру у клубі «Фортуна» (Сіттард), за команду якого виступав протягом 1963—1965 років.

## Виступи за збірну
1954 року дебютував в офіційних матчах у складі національної збірної Югославії. Протягом кар'єри у національній команді провів у її формі 19 матчів, забивши 8 голів.
У складі збірної був учасником чемпіонату світу 1954 року у Швейцарії, чемпіонату світу 1958 року у Швеції.

## Кар'єра тренера
Розпочав тренерську кар'єру невдовзі по завершенні кар'єри гравця, 1967 року, очоливши тренерський штаб клубу «Вефаспор».
Останнім місцем тренерської роботи був клуб «Ізмірспор», головним тренером команди якого Александар Петакович був з 1968 по 1969 рік.
Помер 12 квітня 2011 року на 82-му році життя у місті Кралев.